# Piotr Kosiński
Piotr Kosiński (ur. 24 grudnia 1957 w Krakowie) – polski dziennikarz muzyczny i prezenter radiowy. Właściciel wydawnictwa Rock Serwis. Z wykształcenia chemik.

## Życiorys
W 1983 roku Piotr Kosiński założył wydawnictwo Rock Serwis, które początkowo zajmowało się publikacją książek o tematyce muzycznej. Od 1994 wydawnictwo prowadzi również działalnością fonograficzną i impresaryjno-promotorską. Rock Serwis był też organizatorem kilkudziesięciu koncertów, w szczególności wykonawców rocka progresywnego. Od 2009 roku wydawnictwo jest współorganizatorem festiwalu Ino-Rock, odbywającego się w Inowrocławiu.
W latach 1992–1997 Piotr Kosiński prowadził na antenie RMF FM audycję Rock Malowany Fantazją, natomiast od 1998 do 2015 związany był z Programem Trzecim Polskiego Radia. Na antenie radiowej „Trójki” od 18 kwietnia 1998 do 9 stycznia 2015 prowadził Noc Muzycznych Pejzaży. Prezentował w niej nagrania z zakresu rocka progresywnego i neoprogresywnego, jazz-rocka, rocka symfonicznego, ambient, space, rocka psychodelicznego. 6 grudnia 2014 założył internetowe radio RockSerwis.fm, prezentujące nie tylko muzykę z gatunków rockowych, ale także elektronicznych, jak ambient, trip hop, downtempo.
Piotr Kosiński jest również autorem lub współautorem kilku książek o tematyce muzycznej (The Doors – Czas apokalipsy, King Crimson – na dworze Karmazynowego Króla, Marillion – Grendel, Fish i Hoggy).

## Życie prywatne
Żonaty z Arletą Kosińską. Jego syn, Piotr Gabriel Kosiński, jest pianistą.